# Oldenlandia kochii
Oldenlandia kochii är en måreväxtart som beskrevs av Theodoric Valeton. Oldenlandia kochii ingår i släktet Oldenlandia och familjen måreväxter. Inga underarter finns listade i Catalogue of Life.